# Towarzystwo Instytutu Europy Środkowo-Wschodniej
Towarzystwo Instytutu Europy Środkowo-Wschodniej – organizacja pozarządowa utworzona w 1991 roku w Lublinie. 
Towarzystwo zostało zarejestrowane w 13 grudnia 1991 roku. 9 stycznia 1992 został wybrany pierwszy Zarząd Towarzystwa, na czele, którego stał Jerzy Kłoczowski. Dzięki staraniom Towarzystwa w 2001 roku powołany został Instytut Europy Środkowo-Wschodniej. Od grudnia 2003 roku siedzibą Towarzystwa jest dworek przy ulicy Niecałej 5 w Lublinie. Do Towarzystwa należy kilkuset przedstawicieli polskiego i zagranicznego życia naukowego i politycznego.

## Władze Towarzystwa Towarzystwa Instytutu Europy Środkowo-Wschodniej[1]

### Zarząd Towarzystwa Instytutu Europy Środkowo-Wschodniej
- Hubert Łaszkiewicz - prezes Zarządu
- Zbigniew Piłat
- Wiesław Kamiński
- Henryk Gapski
- Iwona Hofman
- Małgorzata Willaume

### Komisja Rewizyjna Towarzystwa Instytutu Europy Środkowo-Wschodniej
- Marek Wierzbicki
- Arkadiusz Stasiak
- Andrzej Gil